# 克林林府邸
克林林府邸（Hôtel de Klinglin）现名省长官邸（Hôtel du Préfet）是一座历史建筑，位于法国下莱茵省斯特拉斯堡市中心大岛的布罗伊广场（Place Broglie）附近。1970 年列为法国历史遗迹。
克林林府邸目前是下莱茵省省长的住所。不应与位于共和国广场（Place de la République）的阿尔萨斯和下莱茵省行政大楼（Préfecture administrative d'Alsace et du Bas-Rhin）相混淆，后者是省长的行政职能所在地。

## 历史
这座宏伟的豪宅的设计与斯特拉斯堡的大多数豪宅不同（有一个直立面和一个新月形立面，而不是两个直立面），建于 1732 年至 1736 年间，业主为皇家放债人弗朗索瓦-约瑟夫克林林（François-Joseph de Klinglin，1686–1753）。建筑师是让-皮埃尔·普弗洛格（Jean-Pierre Pflug ）和约瑟夫·马索尔（Joseph Massol）。
1752年克林林入狱后，府邸成为阿尔萨斯皇家监督官的驻地，直到法国大革命。 1789 年至 1799 年间，它被用作“Directoire du District”的所在地，自 1800 年以来，它一直是下莱茵省长官的住所，有两个间隔：在 1871 年至 1918 年间，为阿尔萨斯-洛林总督驻地；以及1940 年至 1944 年间，为大区长官驻地。
在1870年的斯特拉斯堡围困战中，府邸遭到普鲁士大炮的严重破坏：屋顶倒塌，建筑内部几乎全部都被摧毁，只有外墙仍然矗立。它使用尽可能多的原始材料迅速重建和翻新；只修改了屋顶的形状并增加了一个阳台。负责重建的建筑师是让·杰弗里·康拉斯（Jean Geoffroy Conrath），他还忠实地重建了附近的斯特拉斯堡歌剧院。
除了欧洲遗产日等特殊日子以外，省长官邸不对游客开放。

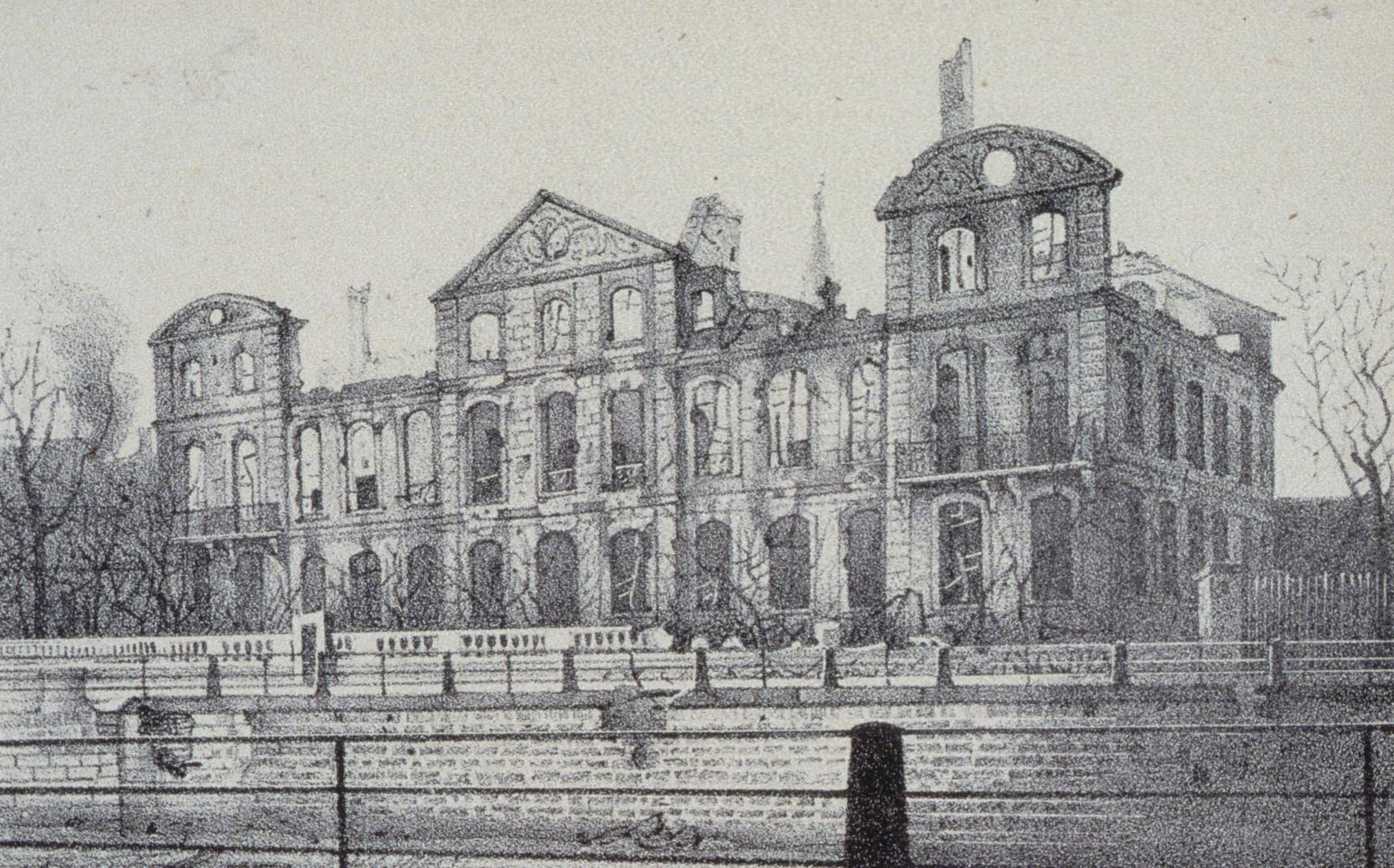
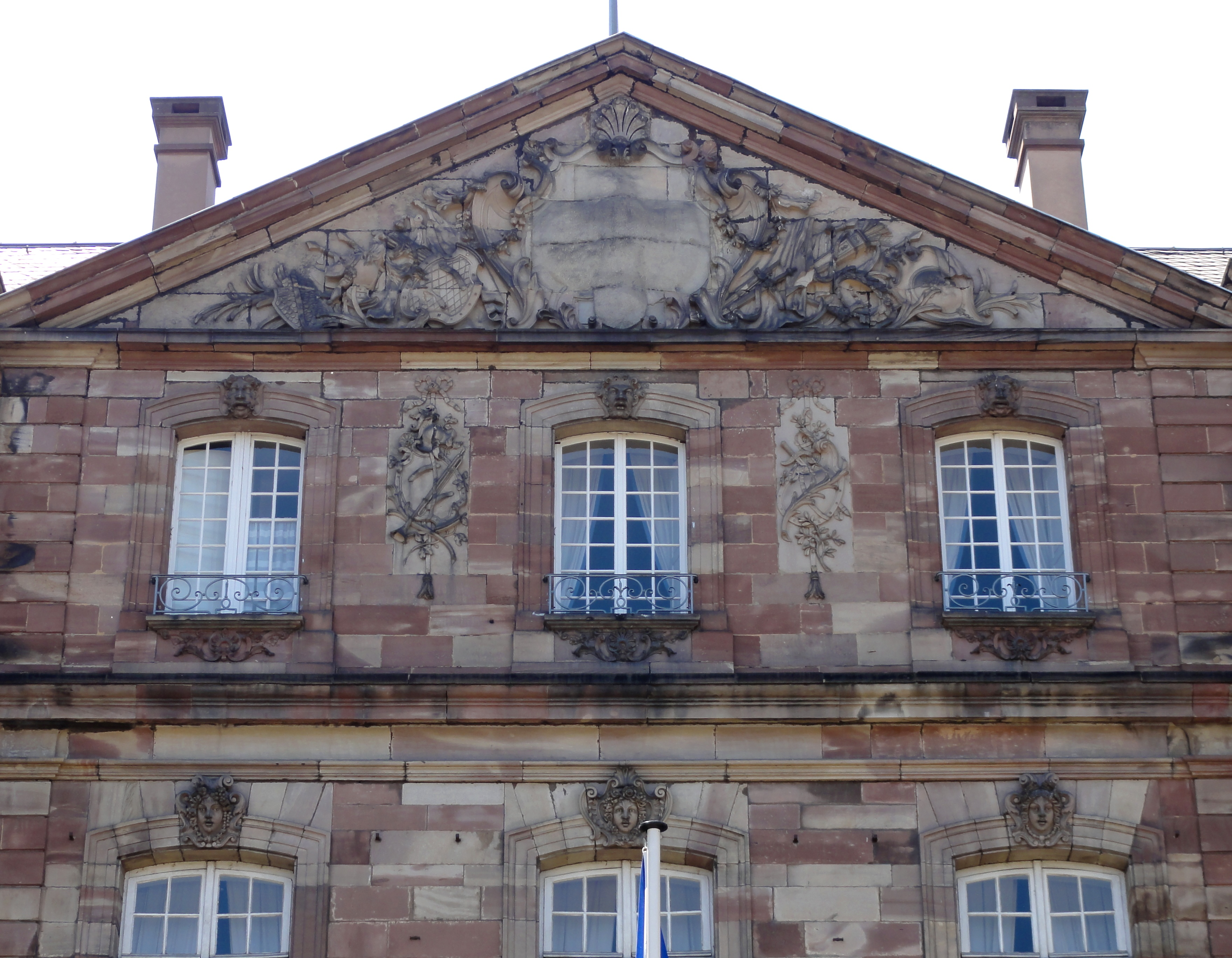
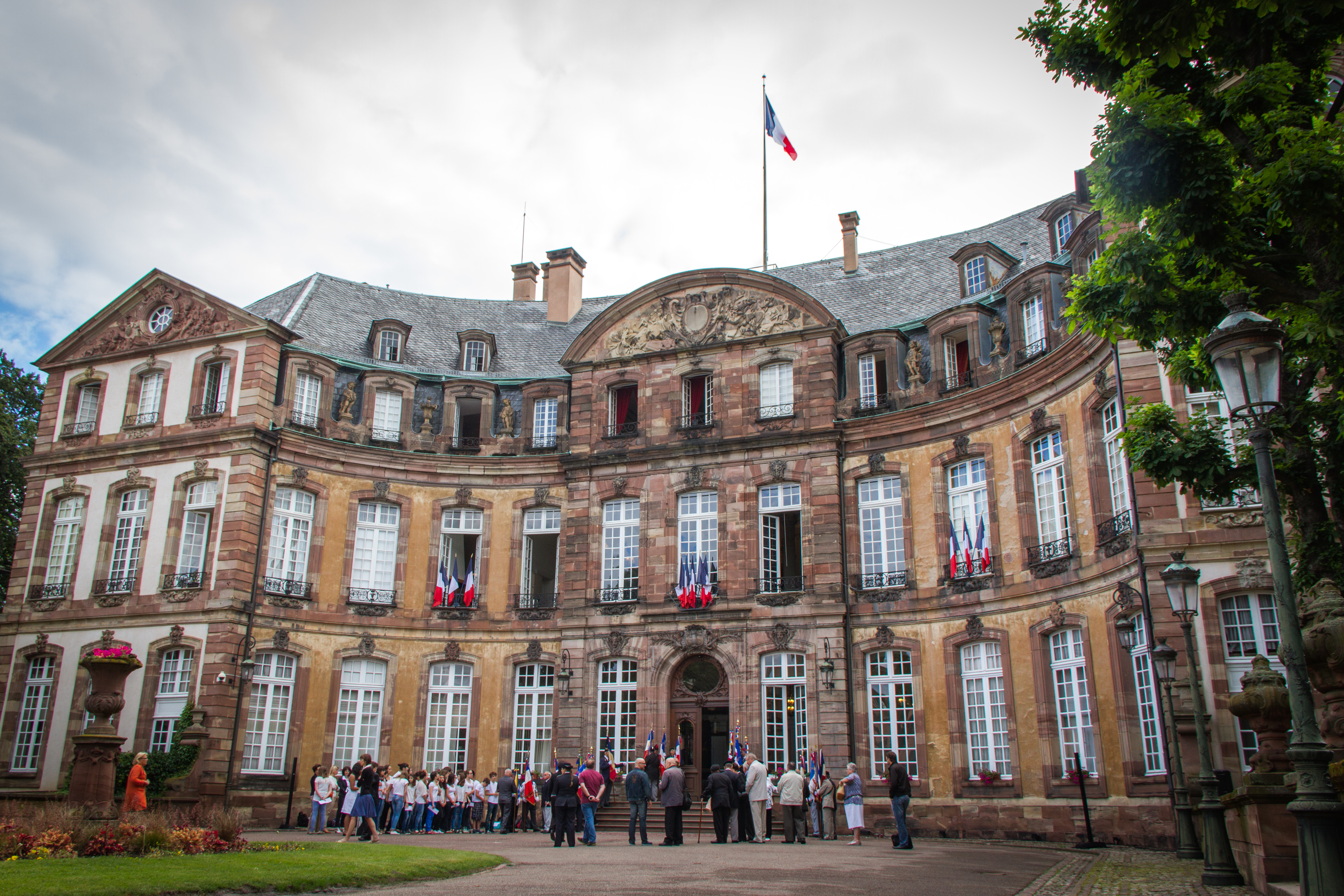
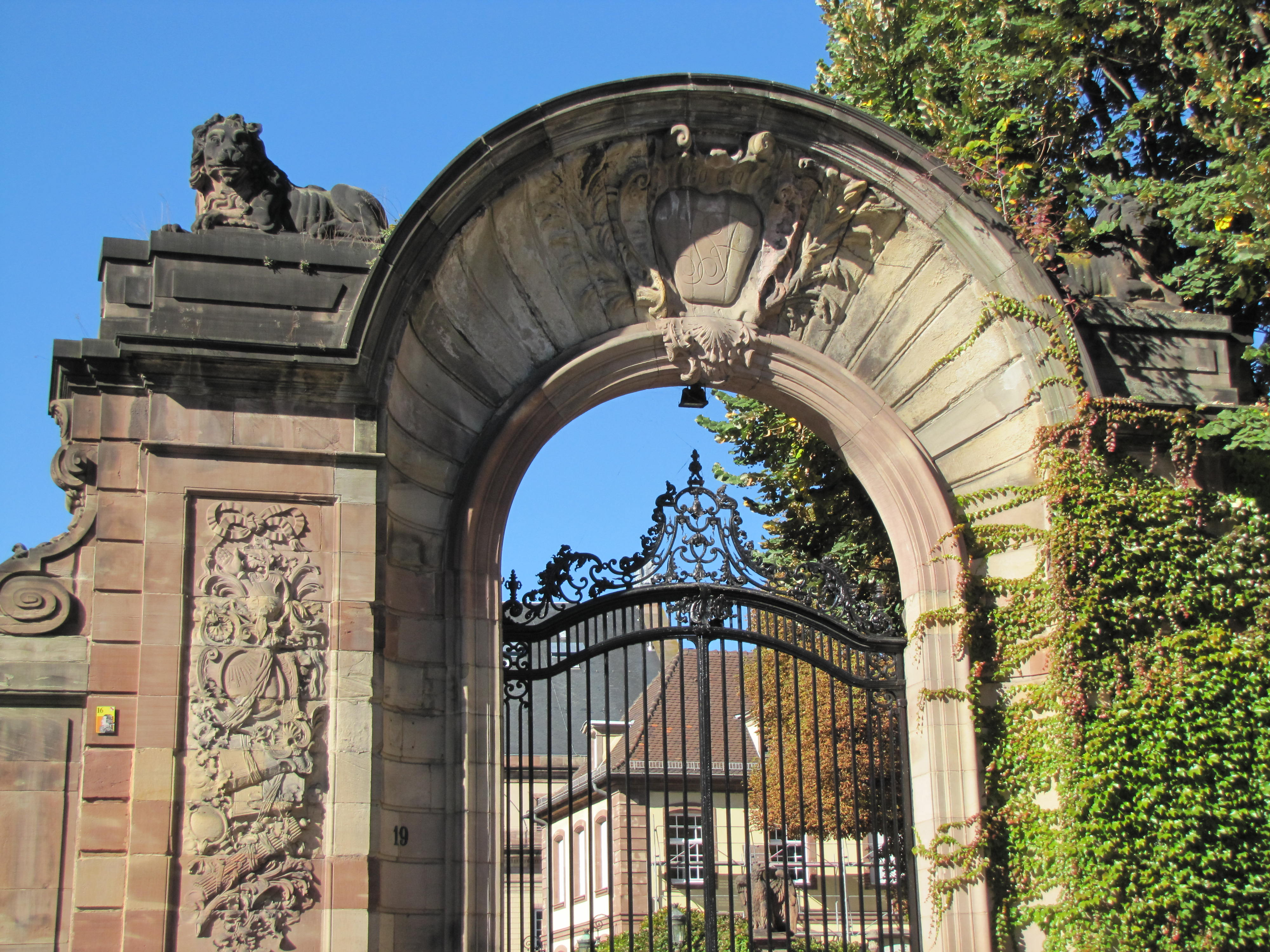
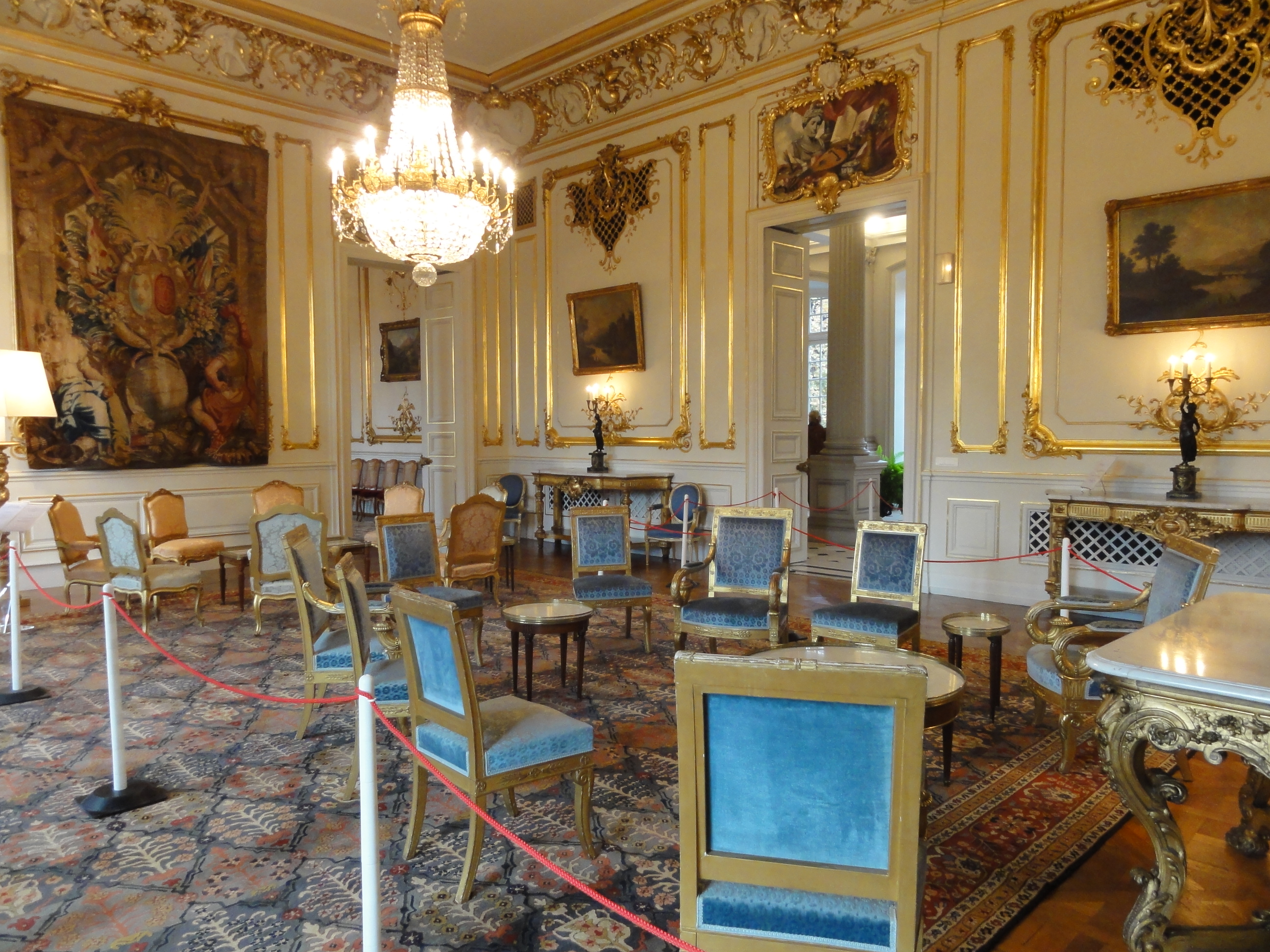
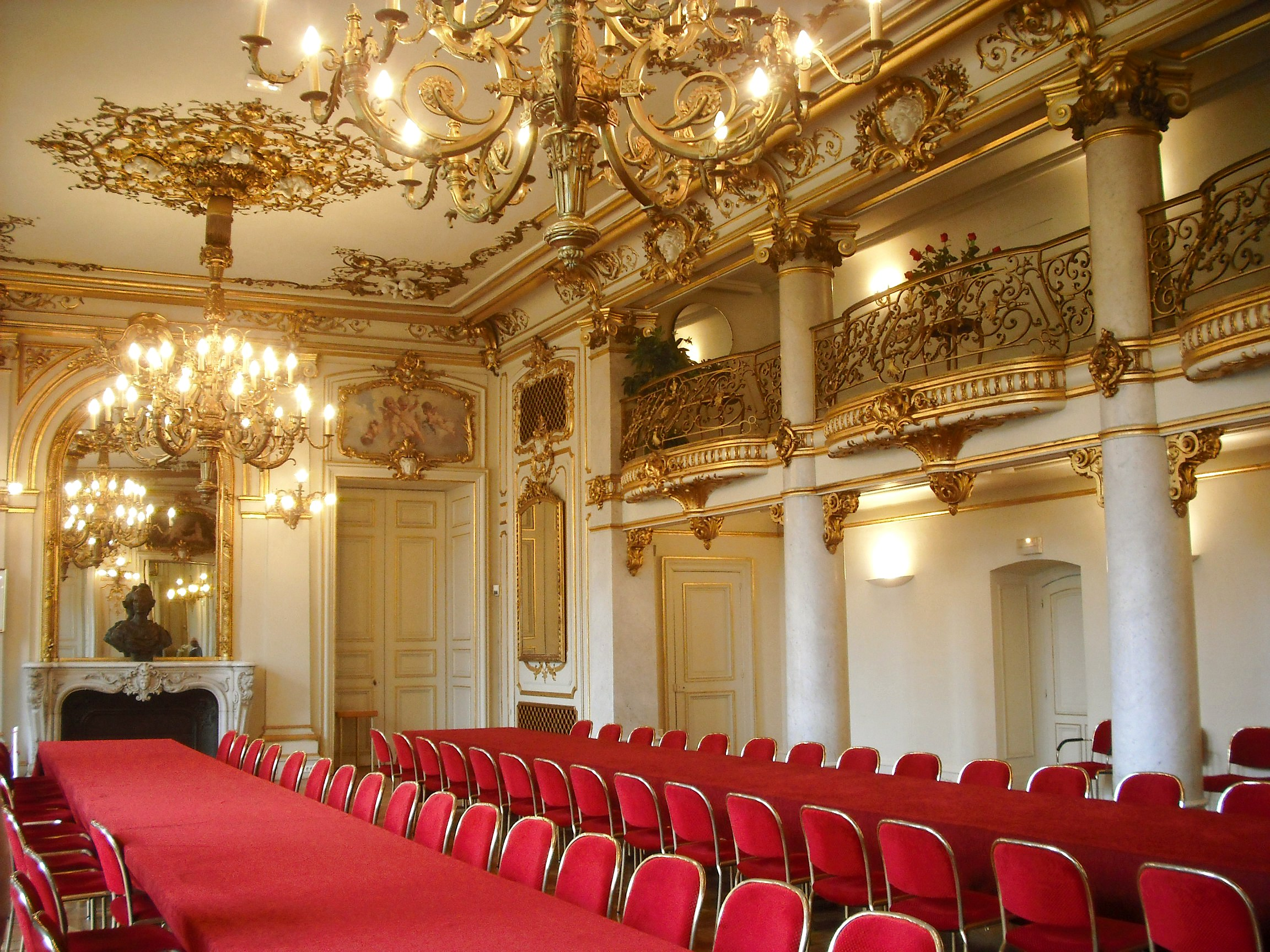
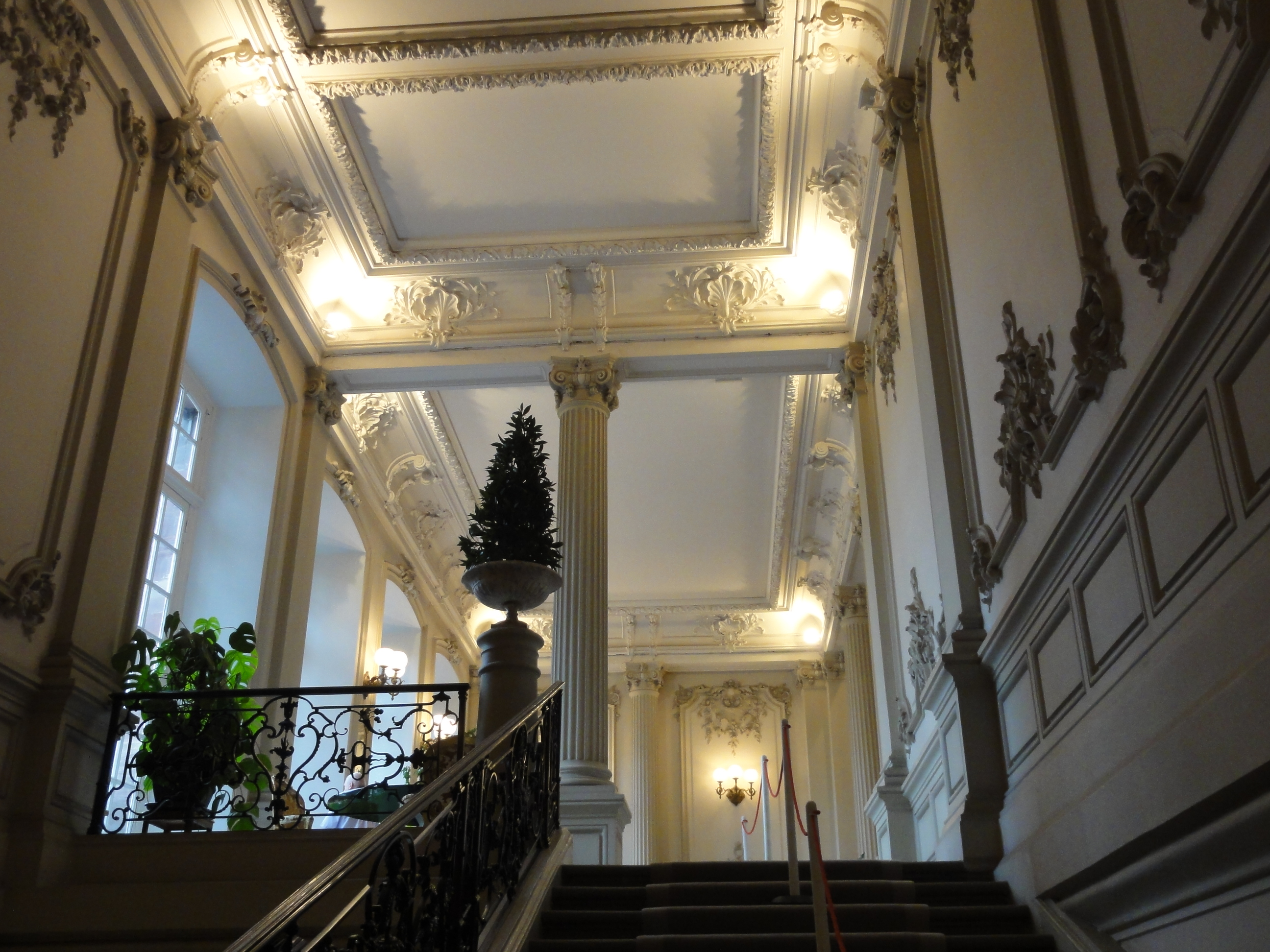